# Micheil Korkia
Micheil Korkia (georgisch მიხეილ ქორქია; * 10. September 1948 in Kutaissi; † 7. Februar 2004 in Tiflis) war ein sowjetischer Basketballspieler, der 1972 Olympiasieger und 1976 Olympiazweiter war.

## Sportliche Karriere
Der 1,96 m große Shooting Guard Micheil Korkia spielte von 1965 bis 1979 bei BK Dinamo Tiflis. Mit diesem Verein war er 1968 sowjetischer Meister. 
1966 war Korkia mit der Auswahl der UdSSR Junioreneuropameister. Aus dieser Mannschaft von 1966 wurden mit Alexander Boloschew, Micheil Korkia, Sergei Kowalenko und Anatolij Polywoda vier Spieler 1972 Olympiasieger. Boloschew, Korkia und Polywoda gehörten 1971 zur sowjetischen Nationalmannschaft, die bei der Europameisterschaft 1971 in der Bundesrepublik Deutschland im Finale auf die Jugoslawen traf und mit 69:64 siegte. Korkia erzielte in sechs Spielen 31 Körbe.
Bis einschließlich 1968 hatte bei olympischen Basketballturnieren immer die Mannschaft aus den Vereinigten Staaten gewonnen. Bei den Olympischen Spielen 1972 in München gewann die US-Mannschaft ihre Vorrundengruppe und die sowjetische Mannschaft die zweite Vorrundengruppe jeweils ohne Niederlage. Beide Mannschaften gewannen auch ihr Halbfinale und trafen am 9. September im Finale aufeinander. Die Amerikaner verlegten sich auf eine sehr defensive Taktik, lagen aber trotzdem bei Halbzeit mit 21:26 hinten. Sechs Sekunden vor Schluss traf der Amerikaner Doug Collins und brachte seine Mannschaft mit 50:49 in Führung. Anschließend ertönte die Schluss-Sirene. Nach Protesten der sowjetischen Mannschaft wurde die Uhr auf drei Sekunden Restspielzeit gestellt und in den letzten drei Sekunden passte Iwan Jadeschka den Ball zu Alexander Below, der den Treffer zum 51:50 erzielte. Nun protestierten die Amerikaner, aber die Jury bestätigte den Sieg der sowjetischen Mannschaft. Korkia warf in neun Spielen 45 Punkte, davon vier im Finale.
Bei der Europameisterschaft 1975 in Jugoslawien gab es eine Finalrunde, im letzten Spiel trafen die bis dahin ungeschlagenen Mannschaften Jugoslawiens und der UdSSR aufeinander und die Jugoslawen siegten mit 90:84. Korkia warf 47 Punkte in sieben Spielen, davon fünf gegen die Jugoslawen. Im Jahr darauf fanden in Montreal die Olympischen Spiele statt. Die Mannschaft der UdSSR gewann ihre Vorrundengruppe vor den Kanadiern. Im Halbfinale unterlag die sowjetische Mannschaft den Jugoslawen, konnte aber die Bronzemedaille durch einen 100:72-Sieg gegen Kanada erkämpfen. Korkia erzielte in sieben Spielen 44 Punkte. Bei der Europameisterschaft 1977 in Belgien siegten die Jugoslawen im Finale gegen die Mannschaft der UdSSR mit 74:61. Korkia erzielte in sieben Spielen 51 Punkte.